# Live like You Were Dying
Live like You Were Dying é o oitavo álbum de estúdio do cantor country Tim McGraw, lançado em 2004. O álbum atingiu o primeiro lugar nas paradas da Billboard 200, vendendo cerca de quatro milhões de cópias, e indicado a 2 Grammys em 2005 de "Melhor Performance Vocal" e "Melhor Álbum Country", vencendo em "Melhor Performance Vocal Masculina".

## Faixas
1. "How Bad Do You Want It" (Jim Collins, Bill Luther) - 3:44
2. "My Old Friend" (Craig Wiseman, Steve McEwan) - 3:37
3. "Can't Tell Me Nothin'" (Steve Bogard, Rick Giles) - 3:08
4. "Old Town New" (Bruce Robison, Darrell Scott) - 5:00
5. "Live Like You Were Dying" (Wiseman, Tim Nichols) - 4:58
6. "Drugs or Jesus" (Brett James, Chris Lindsey, Aimee Mayo, Troy Verges) - 4:39
7. "Back When" (Jeff Stevens, Stan Lynch, Stephony Smith) - 4:59
8. "Something's Broken" (Casey Beathard, Kevin Horne) - 3:42
9. "Open Season on My Heart" (Rodney Crowell, James T. Slater) - 3:39
10. "Everybody Hates Me" (Beathard, Ed Hill) - 3:28
11. "Walk Like a Man" (Tom Douglas) - 3:35
12. "Blank Sheet of Paper" (Don Schlitz, Brad Warren, Brett Warren) - 4:07
13. "Just Be Your Tear" (Wiseman, Tony Mullins) - 4:47
14. "Do You Want Fries with That" (Beathard, Kerry Kurt Phillips) - 3:59
15. "Kill Myself" (Bob DiPiero, Anthony Smith, Bobby Terry) - 3:07
16. "We Carry On" (Slater, Douglas) - 4:12